# 2017年砂拉越狂犬病疫情
2017年砂拉越狂犬病疫情是马来西亚砂拉越州持续爆发的狂犬病疫情，該疫情最早可追溯至2017年7月1日。狂犬病病毒首例發生在西連，截止2023年5月18日。當前已有66人患有狂犬病和59人死亡。